# Creteo
En la mitología griega, Creteo (Κρηθεύς, Kretheus) o Cretes, llamado «rey administrador de justicia», fue el fundador de Yolco y el primogénito de los hijos de Eolo y Enáreta. Al menos un autor dice que su madre fue Laódice, hija de Aloeo.
Creteo crio en el palacio a su sobrina Tiro, hija de Salmoneo, que se había quedado huérfana. Cuando la muchacha alcanzó la doncellez se desposó con ella, y Tiro le alumbró tres hijos: Esón, Feres y Amitaón. Sus hijos llegaron a ser reyes Eólidas y así Creteo tuvo nietos célebres: Jasón fue el líder de los argonautas, Admeto gobernó en Feras y los gemelos Melampo y Biante se repartieron el gobierno de Argos. No obstante Tiro, con anterioridad, había tenido de su relación con el dios Poseidón otros dos hijos: Pelias y Neleo; se sobreentiende que Creteo los adoptó como hijos propios. Los autores tampoco explican muy bien la sucesión del trono de Yolco, pero en general se conviene que tras la muerte de Creteo, Pelias usurpó el trono y se erigió como su nuevo y tiránico gobernante.
Fuera de los textos homéricos y hesiódicos a Creteo también se le atribuye la paternidad de una o varias hijas, en distintos contextos. Una de ellas, llamada indistintamente Astidamía o Hipodamía, fue la pérfida esposa de Acasto, hijo de Pelias. Otra fue la amazona Mirina, esposa de Toante, quien era uno de los hijos de Dioniso y Ariadna. Mirina era la reina de Lemnos cuando arribaron a sus costas Jasón y el resto de argonautas. La última tan solo es conocida con el patronímico de Creteide, y es la madre de Asterio de Creta, si se corrige Cres (epónimo de Creta) por Creteo.
Tradiciones tardías obvian a Tiro y dicen que Creteo tuvo una esposa llamada ora Demódice, ora Biádice. Esta, conmovida por la belleza de Frixo, hijo de Atamante, se enamoró de él, pero no fue correspondida. Biádice, en venganza, fue con el cuento a Creteo, diciendo falsamente que Frixo había intentado forzarla. Creteo, que amaba profundamente a su esposa, persuadió a su hermano Atamante para que matara a Frixo como compensación. Esta versión tardía no suele ser la más común para explicar el origen de la saga de los argonautas.